# Eternal Solstice
Eternal Solstice (v překladu z angličtiny věčný slunovrat) je nizozemská death metalová kapela založená v roce 1989 ve městě Bodegraven.
K roku 2021 má na svém kontě 4 dlouhohrající desky.

## Diskografie

### Dema
- Promo (1993)

### Studiová alba
- The Wish Is Father to the Thought (1994)
- Horrible Within (1995)
- Demonic Fertilizer (1997)
- Remnants of Immortality (2015)

### EP
- Inner Sadist (2018)

### Split nahrávky
- At the Dawn of... (1992) – společně s nizozemskou kapelou Mourning
- Decrepitaph/Eternal Solstice (2011) – společně s americkou kapelou Decrepitaph
- Pentacle/Eternal Solstice (2013) – společně s nizozemskou kapelou Pentacle